# Warner Aircraft Corporation
Die Warner Aircraft Corporation war ein US-amerikanischer Hersteller von Flugzeugmotoren mit Sitz in Detroit im US-Bundesstaat Michigan.

## Geschichte
Das Unternehmen wurde zunächst unter dem Namen Aeronautical Industries Incorporated gegründet. Im Oktober 1927 wurde der Name in Warner Aircraft Corporation geändert. Im November 1927 wurde der erste Warner Scarab fertiggestellt. 1930 führte das Unternehmen den Scarab Junior ein und 1933 wurde der wesentlich größere Super Scarab vorgestellt. der Super Scarab war das letzte produzierte Modell. 1950 wurde die Warner Aircraft Corporation von der Clinton Machine Company übernommen.

## Modelle
| Jahr | Name             | Modellbezeichnung | militärische Bezeichnung | Leistung        |
| ---- | ---------------- | ----------------- | ------------------------ | --------------- |
| 1927 | Scarab           |                   | R-420                    | 125 PS (92 kW)  |
| 1930 | Scarab Junior    |                   |                          | 90 PS (66 kW)   |
| 1933 | Super Scarab 165 | SS-50             | R-500                    | 165 PS (121 kW) |
| 1938 | Super Scarab 185 | SS-50A            | R-550                    | 185 PS (136 kW) |